# Мидлсбро
Ми́ддлсбро (англ. Middlesbrough [ˈmɪdəlzbrə]) — город, расположенный на южном берегу реки Тиса в графстве Северный Йоркшир, на северо-востоке Англии, крупный промышленный центр. Местной унитарной властью является Мидлсброский Городской совет.

## История
С 1889 года Мидлсбро был городом-графством в Йоркшире, но в 1968 году он стал центром графства Тиссайд, которое затем было поглощено вне метрополии графством Кливленд в 1974 году. В 1996 году Кливленд был упразднен, а Мидлсбро стал унитарной единицей в церемониальном графстве Северный Йоркшир. В городе есть католический собор Святой Марии.
Девизом Мидлсбро в 1830 году был выбран латинский слоган Erimus («Мы будем»), символизирующий стремление города к развитию.
| Год  | Имя мэра                      |
| ---- | ----------------------------- |
| 1853 | Генри Уильям Фердинанд Болкоу |
| 1854 | Исаак Уилсон                  |
| 1855 | Джон Вон                      |
| 1856 | Генри Томпсон                 |
| 1858 | Джон Ричардсон                |
| 1859 | Уильям Фаллоус                |
| 1860 | Джордж Ботомли                |
| 1861 | Джеймс Харрис                 |
| 1862 | Томас Брентнал                |
| 1863 | Эдгар Гилкес                  |

## Города-побратимы
- Мидлсборо, Кентукки, США
- Оберхаузен, Германия (1974)
- Дюнкерк, Франция (1976)
- Масвинго, Зимбабве (1990)